# قطعنامه ۱۶۱ شورای امنیت
قطعنامه ۱۶۱ شورای امنیت سازمان ملل متحد که در تاریخ ۲۱ فوریه ۱۹۶۱ تصویب شد، سندی بین‌المللی دربارهٔ مسئلهٔ کنگو است. این قطعنامه طی نشست ۹۴۲ام با ۹ موافق، ۰ مخالف و ۲ ممتنع تصویب شد.